# Thanatomorphose
Thanatomorphose es una película canadiense de bajo presupuesto del género horror corporal dirigida por Éric Falardeau, siendo su primer trabajo de dirección. La película fue estrenada el 2 de octubre de 2012.
Fue mostrada en varios festivales de cine desde entonces, incluyendo el festival de cine Fantasia. Thanatomorphose muestra a Kayden Rose, interpretanto a Laura, como una mujer joven que ve como su propio cuerpo se va pudriendo lentamente.

## Argumento
La película sigue la historia de Laura (Kayden Rose), una mujer joven que está increíblemente infeliz con su vida. Su carrera como una artista no está yendo a ninguna parte y  está atrapada en una relación abusiva con su novio, Antoine. Después de una noche de sexo, Laura descubre un moretón en su brazo del cual se asombra pero no le presta atención ya que cree que es de los moretones que su novio le provoca, pero a medida que pasa el tiempo, los moretones comienzan a extenderse por todo su cuerpo. A medida que su cuerpo comienza a decaer a un ritmo cada vez mayor, Laura comienza a aislarse y a experimentar sueños llenos de muerte y decadencia. Los síntomas que se muestran en su cuerpo son en realidad los signos visibles de la descomposición de un organismo causada por la muerte.

## Reparto
- Kayden Rose como Laura
- Davyd Tousignant como Antoine
- Émile Beaudry como Julian
- Karine Picard como Anne
- Roch-Denis Gagnon como Stephan
- Eryka Cantieri como Marie (como Eryka L. Cantieri)
- Pat Lemaire
- Simon Laperrière

## Recepción
La recepción crítica de la cinta fue mixta, llegando a ser comparada con Conttracted, una película de 2013 con una trama similar. Ain't It Cool News dio una crítica mixta que elogió los efectos especiales de la película pero advirtió que la película no atraería a todas las audiencias debido a su contenido. Fearnet hizo una reseña similar y dijo que "no era el tipo de película de terror que me gustaría ver todas las semanas, e incluso puede que me resulte difícil recomendarla, pero mentiría si dijera que Thanatomorphose no me fascinó, agravarme e impresionarme al mismo tiempo".

### Premios
- Premio a mejor película, XXX Festival de Cine de Terror de Molins de Rei (2012)
- Premio de mejores efectos especiales. A Night of Horror International Film Festival (2012)[3]
- Mejor película, Mejor director, Mejor actriz, Más repulsiva en premios Flick. Housecore Festival de cine de Horror (2013)[4]
- Mejor película de horror, El Phillip K. Dick Festival de cine (2013)[5]
- Premio a mejores efectos especiales, Horrorant Festival de cine 'NOCHES de SUSTO' (2014)